# Antonio Bacci
Pour les articles homonymes, voir Bacci.
Antonio Bacci, né le 4 septembre 1885 à Giugnola, auj. Castel del Rio, dans la province de Bologne en Émilie-Romagne et mort le 20 janvier 1971 au Vatican, est un religieux italien du XXe siècle qui est créé cardinal par le pape Jean XXIII en 1960.

## Biographie
Antonio Bacci fait ses études au Séminaire de Florence et est ordonné prêtre en 1909. Membre de la faculté enseignante et directeur spirituel de son séminaire de 1910 à 1922, il est nommé chambellan honorifique du pape en mars 1923, puis est appelé au corps administratif du secrétariat d’État du Vatican l’année suivante. En 1931, il est nommé Secrétaire des brefs et le restera jusqu'en 1960.
Connu comme un adorateur et un amoureux de la langue latine, le Antonio Bacci est l'auteur, entre autres, du célèbre Lexicon eorum vocabulorum quae difficilius Latine redduntur (la) ("Lexique des termes les plus difficiles à rendre en latin", publié en 1949), un vocabulaire latin dans lequel figuraient également de nombreux termes modernes nécessaires pour traiter des sujets relatifs à la science et à la technologie au XXe siècle. Il inventa par exemple les mots gummis salivaria ("chewing-gum"), barbara saltatio ("le twist"), and diurnarius scriptor ("journaliste"),.
Nommé archevêque titulaire (ou in partibus) de Colonia-en-Cappadoce (de) en avril 1962 par le pape Jean XXIII (qui l’a créé cardinal-diacre lors du Consistoire du 28 mars 1960) avec comme co-consécrateurs Giuseppe Pizzardo et Benedetto Aloisi Masella. Antonio Bacci participe au Concile de Vatican II (1962-1965), ainsi qu'au conclave de 1963, qui voit l'élection de Paul VI après le décès de Jean XXIII.
En septembre 1969, il présente dans une lettre privée au pape Paul VI, avec le cardinal Ottaviani, le Bref examen critique du nouvel Ordo Missae. Ce texte de controverse critique le nouveau missel romain (appelé dans le texte Novus Ordo Missae), alors en train d'entrer en vigueur.
Antonio Bacci meurt deux ans plus tard au Vatican, le 20 janvier 1971, âgé de 85 ans.

## Récompenses
- Chevalier de l'Ordre civil de Savoie (le 15 septembre 1964)[3]

## Publications
- (la) Lexicon eorum vocabulorum quae difficilius Latine redduntur (la) [« Lexique des termes les plus difficiles à rendre en latin »], Rome, Studium, 1949, 576 p. (lire en ligne)
- Bref examen critique du nouvel Ordo Missae (avec Alfredo Ottaviani, préface de Raymond Burke), Contretemps, 2023  (ISBN 978-2-916951-28-7)